# Ali Saibou

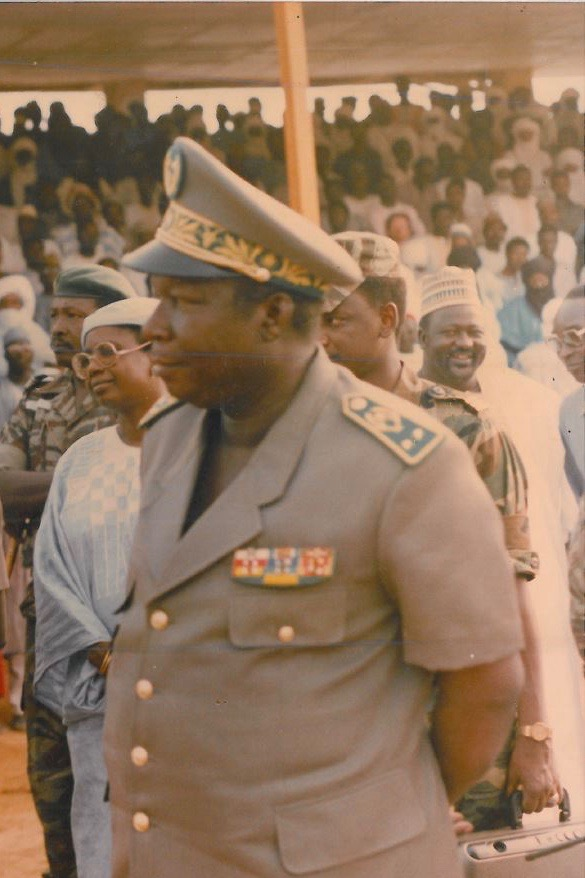
Ali Saibou

Ali Saibou (1940 - 31 de outubro de 2011) foi um  militar do Níger, tendo sido presidente de seu país de 1987 a 1993, sucedendo a Seyni Kountché. Era chamado de Homem da resolução dos conflitos, e instituiu o multipartidarismo após pressões da sociedade.